# خاطره باقی می‌ماند
«خاطره باقی می‌ماند» (انگلیسی: The Memory Remains) ترانه‌ای از گروه هوی متال آمریکایی متالیکا است. این ترانه که توسط جیمز هتفیلد و لارس اولریک نوشته شده، تک‌آهنگ آغازین هفتمین آلبوم استودیویی گروه به نام ری‌لود بود که در سال ۱۹۹۷ منتشر شد. این ترانه برای اولین بار در نسخه‌ای بداهه در ۲ ژوئیه ۱۹۹۶ به صورت زنده اجرا شد. خواننده بریتانیایی، مرین فیث‌فول، در این ترانه به‌عنوان آوازخوان پشتیبان حضور داشت؛ هتفیلد احساس می‌کرد صدای او که «خسته و بوی سیگار گرفته» به نظر می‌رسید و انگار «از سی‌دی بیرون می‌آید»، با حال و هوای وهم‌آلودی که او به‌عنوان «حس سانست بلوار» در این ترانه توصیف کرده بود، همخوانی دارد؛ زیرا متن ترانه داستان هنرمندی رنگ‌باخته را روایت می‌کند که با از دست دادن شهرتش به جنون می‌رسد.
کلمات گفتاری «بگو آره، حداقل سلام کن» که در بخش پایانی ترانه شنیده می‌شود، اشاره‌ای به فیلم ناجورها دارد؛ آخرین فیلم کاملی که مریلین مونرو در آن بازی کرد.
این ترانه در قسمت «The Knight in White Satin Armor» از مجموعهٔ خانواده سوپرانو پخش می‌شود. همچنین از آن به عنوان یکی از ترانه‌های رسلمانیا ۲۸ استفاده شده است.
وقتی از جیسون نیوستد، نوازنده بیس گروه، پرسیدند که آیا آلبوم ری‌لود را می‌خرید، او گفت: «نه، اگر اول 'خاطره باقی می‌ماند' را شنیده بودم.»

## بازخورد نقادانه
لری فلیک، نویسنده بیلبورد، این ترانه را جذاب و گیرا توصیف کرده که نه تنها طرفداران موسیقی راک (که از قبل با آن آشنا شده‌اند و از آن استقبال کرده‌اند) را راضی نگه می‌دارد، بلکه می‌تواند توجه طرفداران موسیقی پاپ را هم جلب کند. او می‌گوید این ترانه با ریتم سنگین و آهسته و ملودی پیچیده‌اش، به شکلی ساخته شده که هم ساختار کلاسیک یک ترانه خوب را دارد و هم کیفیت تولیدش بالاست. به همین دلیل، حتی کسانی که معمولاً موسیقی هِوی با گیتار زیاد گوش نمی‌دهند، ممکن است از آن خوششان بیاید.

## موزیک ویدیو
موزیک‌ویدئوی این ترانه، به کارگردانی پل اندرسن، مفهومی فراواقع‌گرایی و پادگرانش دارد. گروه روی یک سکوی بزرگ و معلق اجرا می‌کند که در طول اجرا به‌طور کامل و مداوم می‌چرخد، مانند یک تاب عظیم. در واقع، سکو و گروه ثابت هستند و اتاق، که یک جعبه بزرگ ساخته‌شده است، به دور آن می‌چرخد. مرین فیث‌فول در یک راهروی تاریک آواز می‌خواند. در برخی صحنه‌ها، پول کاغذی از بالا می‌بارد که اشاره‌ای تمثیلی دارد. در طول موزیک‌ویدئو، جیسون نیوستد بیس خود را با انگشت می‌نوازد، در حالی که در طول حرفه‌اش تقریباً همیشه از پی استفاده کرده است.
بر اساس دانشنامه متالیکا، این ویدئو در فرودگاه ون نایس فیلم‌برداری شد و هزینه‌ای بالغ بر ۴۰۰٬۰۰۰ دلار داشت، که بیش از ۱۰۰٬۰۰۰ دلار آن صرف ساخت سکوی بزرگ شد. این ویدئو در ۱۵ نوامبر ۱۹۹۷ در برنامه متراک شبکه ام‌تی‌وی برای اولین بار پخش شد.